# Borgward Group
La Borgward Group è una casa automobilistica cino-tedesca fondata nel 2008 a Lucerna, con sede Stoccarda e stabilimenti di produzione in Cina

## Storia

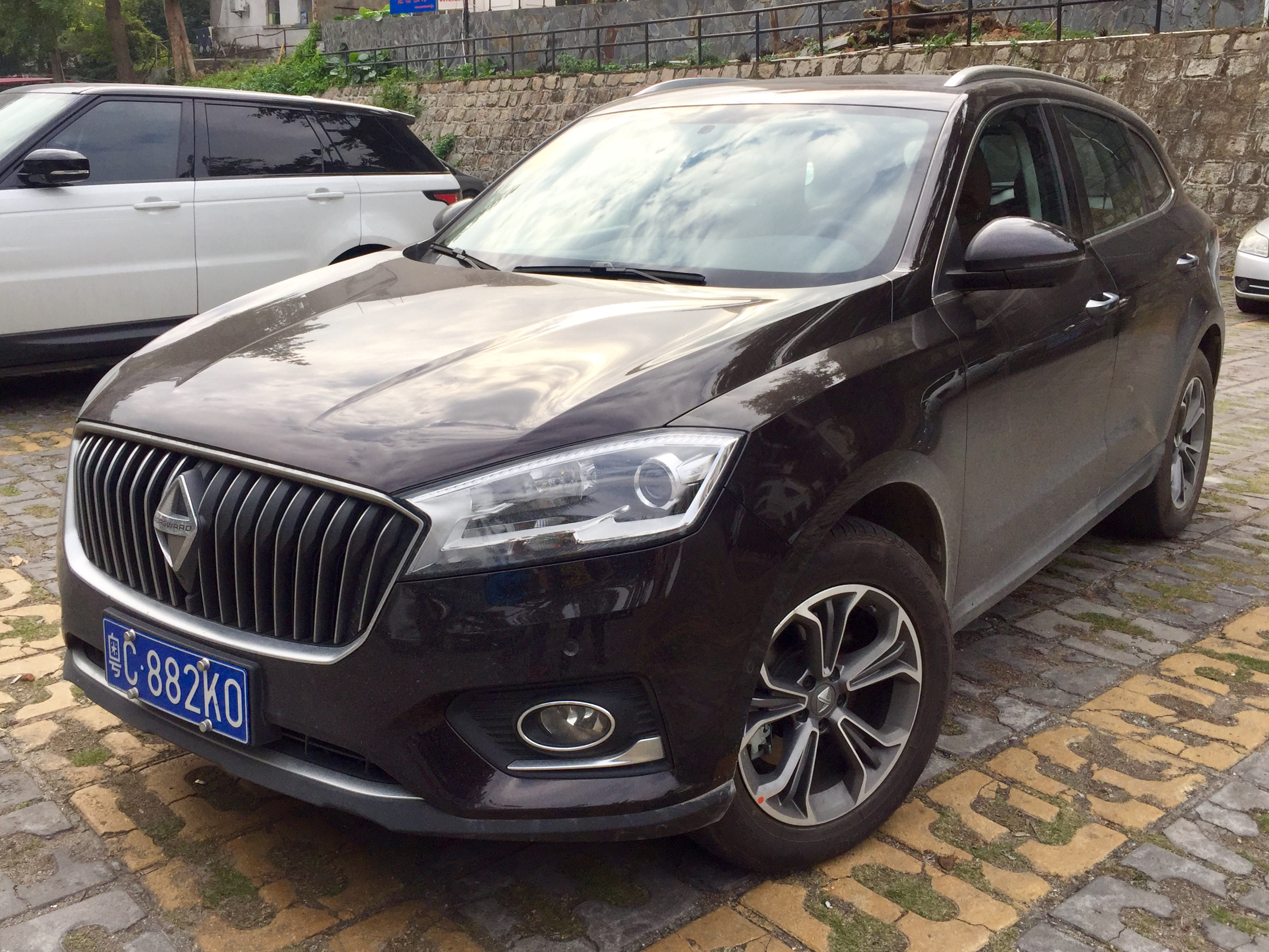
Borgward BX7

Nel 2008 a Lucerna (Svizzera), Christian Borgward, nipote di Carl Friedrich Wilhelm Borgward, ha annunciato che avrebbe ridato vita al marchio Borgward, sotto l'egida del costruttore di autocarri cinese Foton Motor, che a sua volta fa parte del gruppo BAIC.  
Al Salone dell'automobile di Ginevra del 2015 è stata presenta la prima vettura, denominata Borgward BX7. 

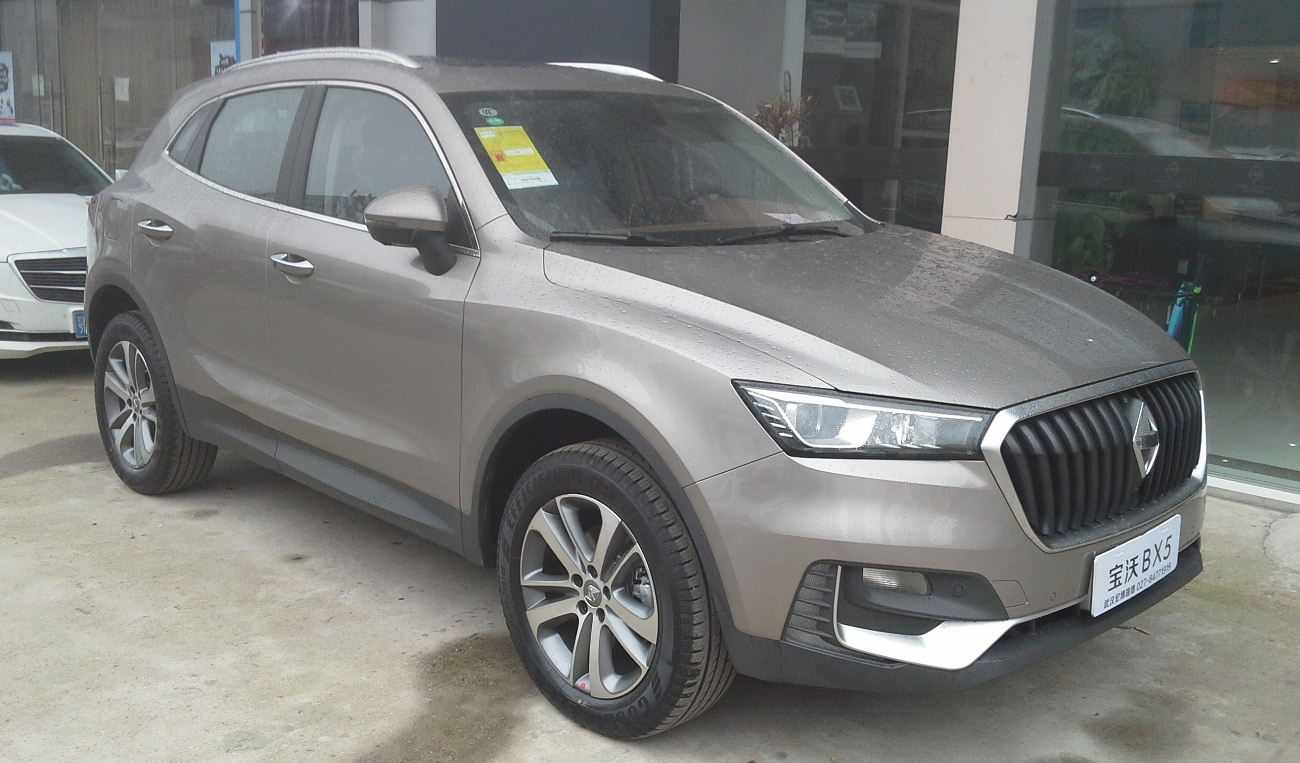
Borgward BX5

Le vetture prodotte dalla Borgward hanno ricevuto numerosi riconoscimenti in ambito del design industriale tra il 2015 e il 2018, tra cui il German Design Award e il Red Dot Design Award.
Ad aprile 2020 la Borgward ha presentato il suo quarto modello la Borgward BX3, un SUV di dimensione compatte.
A fine 2020 la Renault ha fatto causa alla Borgward per la troppa somiglianza del logo a diamante della casa cino-tedesca con quello della losanga francese. Alla fine i giudici del tribunale di Monaco hanno dato ragione alla Borgward.
Dopo essere passata di mano nel 2019 da Foton a Ucar Inc, nel dicembre 2022 l’azienda viene dichiara in bancarotta dalla corte di Pechino.

## Modelli
SUV
- Borgward BX3
- Borgward BX5
- Borgward BX6
- Borgward BX7

Concept car
- Borgward Isabella Concept (2017)
- Borgward BXi7